# Varningstext

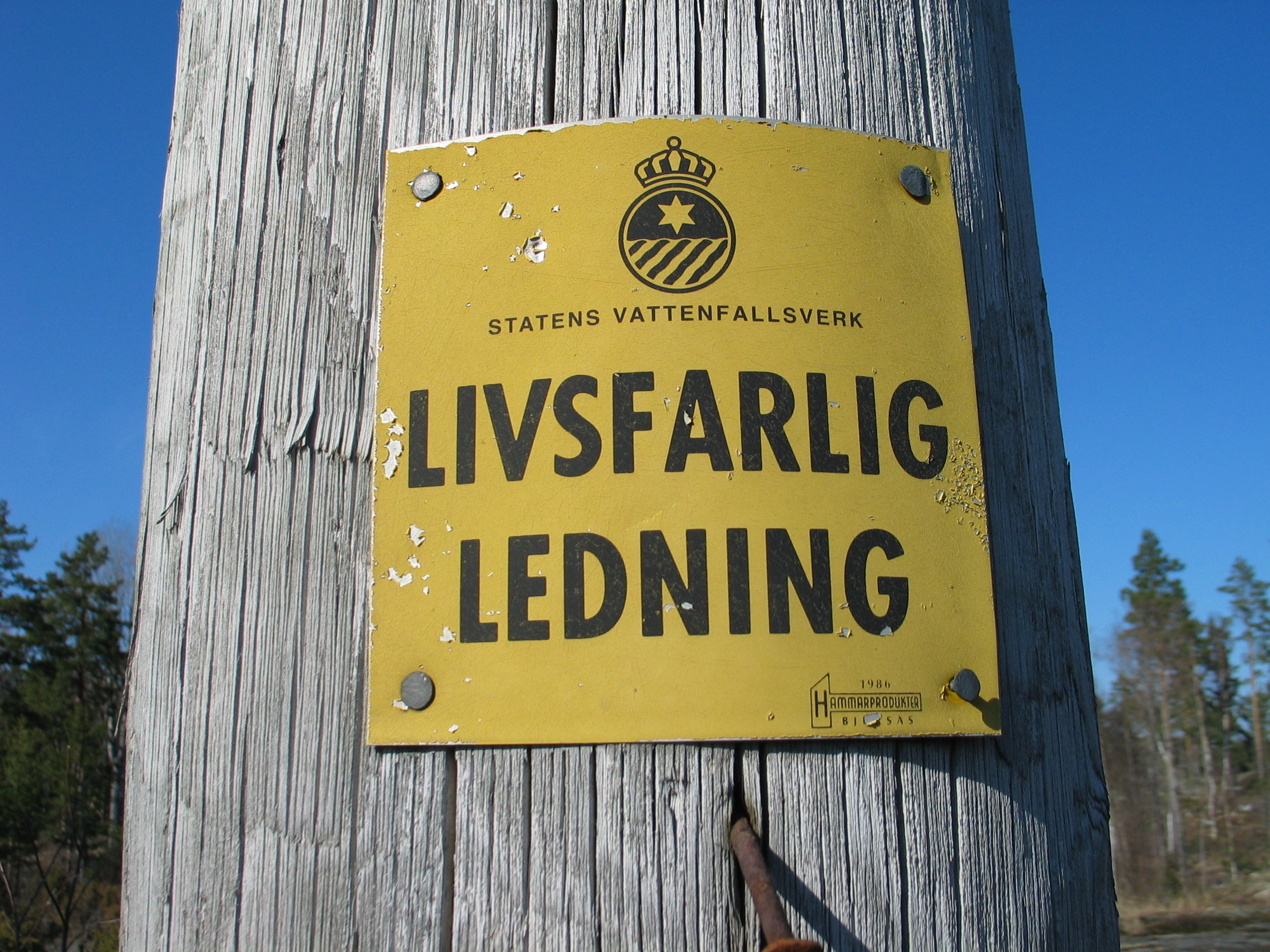
Varningstext på en kraftledningsstolpe i Sverige.

Varningstext är en text vars syfte är att varna dess läsare. Varningstexter placeras ofta på produkter eller i miljöer i vilkas närhet oväntade eller oönskade händelseförlopp kan förväntas uppstå utan informationen som förmedlas av texten.
I vissa länder finns det lagar som kräver att varningstexter skall placeras ut under vissa förhållanden. Ett exempel på detta är den varning som i Sverige måste placeras på tobaksprodukter sedan 1977. I Storbritannien utbröt i april 2007 en debatt då myndigheten Institute for Public Policy Research föreslog användande av varningstexter på reklam för bilar och flygresor, med bakgrund av oron för miljöförstöring.